# Rdutów (województwo łódzkie)
Rdutów – wieś w Polsce położona w województwie łódzkim, w powiecie kutnowskim, w gminie Nowe Ostrowy.
| SIMC    | Nazwa | Rodzaj    |
| ------- | ----- | --------- |
| 0571837 | Błota | część wsi |

W latach 1975–1998 miejscowość administracyjnie należała do województwa płockiego.